# سرگی املین
سرگی املین (به روسی: Сергей Емелин) کشتی‌گیر فرنگی کار اهل روسیه است. 
از افتخارات وی می‌توان به کسب مدال برنز المپیک ۲۰۲۰ توکیو و مدال طلا مسابقات قهرمانی کشتی جهان ۲۰۱۸ و مدال نقره مسابقات قهرمانی کشتی جهان ۲۰۱۹ اشاره کرد.

## فعالیت حرفه‌ای

### مسابقات قهرمانی کشتی جهان ۲۰۱۸
املین در وزن ۶۰ کیلو مسابقات قهرمانی کشتی جهان ۲۰۱۸ بوداپست حاضر بود که پس از غلبه بر ماکسیم کاژارسکی از بلغارستان، حاتم محمود از مصر، ری سه-یونگ از کره شمالی و آیدوس سلطانگالی از قزافستان به فینال رسید. وی در فینال ویکتور کیوبانو از مولداوی را شکست داد و مدال طلا وزن ۶۰ کیلوگرم را بدست آورد.

### مسابقات قهرمانی کشتی جهان ۲۰۱۹
املین در وزن ۶۰ کیلوگرم کشتی فرنگی مسابقات قهرمانی کشتی جهان ۲۰۱۹ نورسلطان حاضر بود که اریک توربا از مجارستان، رضوان آرنئوت از رومانی، لنور تمیروف از اوکراین و میرآمبک آیناگولوف از قزاقستان را شکست داد و به فینال رسید. وی در دیدار نهایی به کنیچیرو فومیتا از ژاپن باخت و به مدال نقره وزن ۶۰ کیلوگرم رسید.

### المپیک ۲۰۲۰ توکیو
املین در وزن ۶۰ کیلوگرم کشتی فرنگی المپیک ۲۰۲۰ توکیو حاضر بود که در کشتی اول حاتم محمود از مصر را شکست داد اما در کشتی بعد به لوئیس اورتا از کوبا باخت و با توجه به حضور این کشتی‌گیر در فینال، به دیدار شانس مجدد رفت. او در مرحله شانس مجدد ایلدار حفیظوف از آمریکا را شکست داد و به دیدار رده‌بندی رسید. وی در این دیدار ویکتور کیوبانو از مولداوی را شکست داد و مدال برنز وزن ۶۰ کیلوگرم را بدست آورد.